# Велілья-де-Сінка
Велілья-де-Сінка (ісп. Velilla de Cinca, кат. Vilella de Cinca) — муніципалітет в Іспанії, у складі автономної спільноти Арагон, у провінції Уеска. Населення — 465 осіб (2009).
Муніципалітет розташований на відстані близько 360 км на північний схід від Мадрида, 85 км на південний схід від Уески.

## Демографія
Динаміка населення (INE ):